# Klas Lestander
Klas Ivar Vilhelm Lestander (Arjeplog, 18 de abril de 1931-Arjeplog, 13 de enero de 2023) fue un deportista sueco que compitió en biatlón, campeón olímpico en Squaw Valley 1960.
Participó en los Juegos Olímpicos de Squaw Valley 1960, obteniendo una medalla de oro en la prueba individual, al quedar primero en la carrera con un tiempo de 1:33:21,6 y cero fallos, por delante del finlandés Antti Tyrväinen y del soviético Alexandr Privalov.
Además, ganó una medalla de bronce en el Campeonato Mundial de Biatlón de 1961, en la prueba por equipo.

## Palmarés internacional
| Juegos Olímpicos   | Juegos Olímpicos              | Juegos Olímpicos  | Juegos Olímpicos |
| Año                | Lugar                         | Medalla           | Prueba           |
| ------------------ | ----------------------------- | ----------------- | ---------------- |
| 1960               | Squaw Valley (Estados Unidos) | Medalla de oro    | Individual       |
| Campeonato Mundial |                               |                   |                  |
| Año                | Lugar                         | Medalla           | Prueba           |
| 1961               | Umeå (Suecia)                 | Medalla de bronce | Equipo           |